# Cañete la Real
Cañete la Real is een gemeente in de Spaanse provincie Málaga in de regio Andalusië met een oppervlakte van 165 km². In 2007 telde Cañete la Real 2052 inwoners.

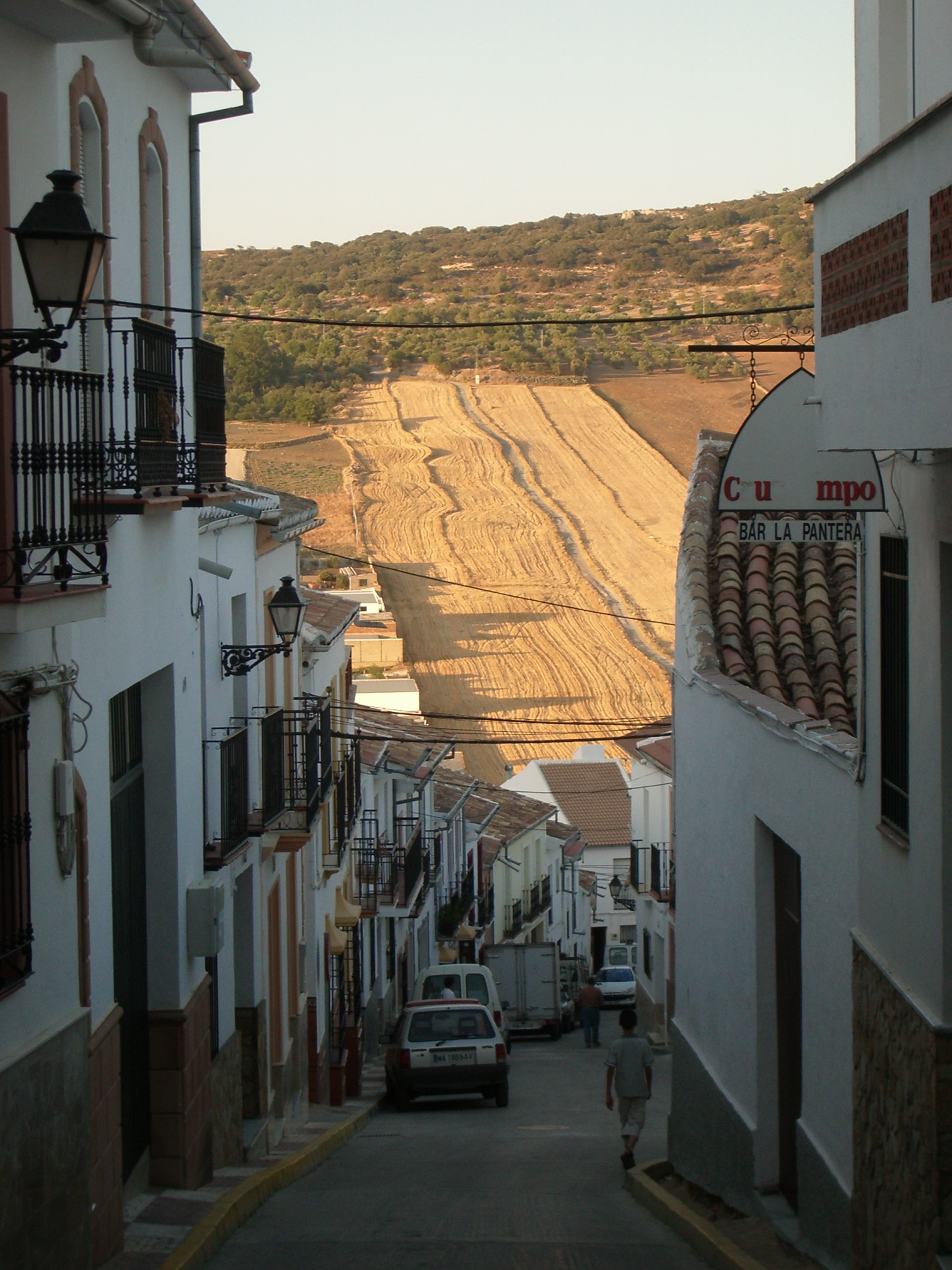
Uitzicht vanuit een straatje